# Neckar
El Neckar és un riu d'Alemanya. És el major afluent del Rin, al qual s'uneix a Mannheim. Neix a la Selva Negra i passa per Odenwald, Tübingen, Nürtingen, Esslingen, Stuttgart, i Heidelberg. La longitud total del Neckar és de 367 km, els darrers 200 últims navegables i compta amb una superfície de 14.000 km.

## Ciutats per les quals passa el Neckar
Ciutats al llarg del Neckar (des del seu naixement fins a desembocar al Rin.
- Villingen-Schwenningen
- Rottweil
- Oberndorf am Neckar
- Sulz am Neckar
- Horb am Neckar
- Rottenburg am Neckar
- Tübingen
- Nürtingen
- Plochingen
- Esslingen (am Neckar)
- Stuttgart
- Ludwigsburg
- Freiberg am Neckar
- Marbach am Neckar
- Besigheim
- Heilbronn
- Mosbach
- Eberbach
- Heidelberg
- Mannheim